# Alicyklický uhlovodík
Alicyklické uhlovodíky jsou uhlovodíky obsahující uzavřený cyklus, které nesplňují pravidla aromaticity. Jsou tvořené pouze atomy uhlíku a vodíku. Mohou být nasycené (cykloalkany) i nenasycené (cykloalkeny, cykloalkyny).

## Přehled
- Cykloalkany:
  - cyklopropan
  - cyklobutan
  - cyklopentan
  - cyklohexan
  - cykloheptan
  - cyklooktan
  - cyklononan
  - cyklodekan
  - cykloundekan
  - cyklododekan

- Cykloalkeny:
  - Cyklopropen
  - Cyklobuten
  - Cyklopenten
  - Cyklohexen
  - Cyklohepten
  - Cyklookten
  - Cyklononen
  - Cyklodeken
  - Cykloalkadieny:
    - Cyklobutadien
    - Cyklopentadien
    - Cyklohexadien
    - Cykloheptadien
    - Cyklooktadien
    - Cyklononadien
    - Cyklodekadien
    - Cykloundekadien
    - Cyklododekadien

- Cykloalkyny:
  - Cyklohexyn
  - Cyklooktyn
  - Cyklodecyn